# 오마가리역 (아키타현)
오마가리역(일본어: 大曲駅, おおまがりえき 오오마가리에키[*])은 일본 아키타현 다이센시에 있는 철도역으로 아키타 신칸센, 오우 본선, 다자와코 선이 교차한다.

## 타는 곳

### 협궤
| 1 | ■ 오우 본선 | (하행) | 가리와노・아키타 방면 |
| 2 | ■ 오우 본선 | (상행) | 요코테・유자와 방면   |

### 표준궤
| 3  | ■ 다자와코 선   |        | 가쿠노다테・다자와코 방면    |
| 11 | ■ 아키타 신칸센 | (상행) | 모리오카 ・센다이・도쿄 방면 |
| 12 | ■ 아키타 신칸센 | (하행) | 아키타 방면                  |

## 인접역
| 동일본 여객철도 아키타 신칸센 | 동일본 여객철도 아키타 신칸센      | 동일본 여객철도 아키타 신칸센 |
| ----------------------------- | ---------------------------------- | ----------------------------- |
| 가쿠노다테 모리오카 방면      | ■ 아키타 신칸센                    | 아키타 아키타 방면            |
| 동일본 여객철도 오우 본선     |                                    |                               |
| 요코테 유자와 방면            | ■ 오우 본선 □ 쾌속 (유자와 역에서) | 가리와노 아키타 방면          |
| 이즈메 요코테 방면            | ■ 오우 본선 ■ 보통                 | 진구지 아키타 방면            |
| 동일본 여객철도 다자와코 선   |                                    |                               |
| 기타오마가리 모리오카 방면    | ■다자와코 선                       | 시·종착역                     |